# Lobo suelto, cordero atado, vol. 1
Lobo suelto, cordero atado, vol. 1 , o simplemente Lobo suelto, es el sexto álbum de estudio del grupo musical de rock argentino Patricio Rey y sus Redonditos de Ricota. Junto a Cordero atado se lanzaron el mismo día, ambos bajo el citado dúo de nombres, los dos discos temáticos tratan sobre Lupus el Lobo y de Rulo el Cordero, con distintas canciones y portadas totalmente opuestas.

## Historia
Desde el comienzo, Patricio Rey y sus Redonditos de Ricota trabajaron en función de un nuevo disco que los sorprendió con mucha energía para compartir. Y el resultado estuvo a la vista cuando a fin de 1993 presentaron Lobo Suelto, Cordero atado, el primer (y único) álbum doble del grupo.
Si bien las grabaciones se realizaron Argentina, en los estudios Del Cielito, una visita del productor Gustavo Gauvry y el técnico de sonido Mario Breuer a los Estados Unidos desembocó en la posibilidad de realizar la masterización de Lobo suelto, Cordero atado en aquel país, hecho que, en medio de la persistente búsqueda de sonido por parte de la banda, no pudo ser más oportuno. Siguieron algunos viajes, y la concreción de la mezcla se efectuó en un estudio de Miami y luego fue completada en Los Ángeles.
El arte de tapa estuvo a cargo de Rocambole en Lobo suelto, cordero atado, vol. 1 y del bajista Semilla Bucciarelli en Lobo suelto, cordero atado, vol. 2.
La presentación del álbum se realizó en el estadio de Huracán en dos fechas separadas, una dedicada íntegramente a Lobo Suelto (19 de noviembre de 1993) y otra a Cordero Atado (20 de noviembre de 1993), en estos recitales tuvieron varios invitados entre ellos el coro femenino Las Blacanblus y también volvió a la banda un exintegrante de los primeros tiempos, Conejo Jolivet, quien participó en varios shows de 1994 y 1995, y quien regresó más tarde, en 1998, en los dos recitales de Racing Club de Avellaneda, donde presentaron Último bondi a Finisterre y donde Conejo toca en casi la totalidad de los temas.

## Prólogo
En el principio fue la compasión y el principio es la mitad de todo. A partir de entonces ciertas mentiras dieron vergüenza. Sucedió así: una gloria mucosa cayó del cielo y allí donde cayó se alzaron la carne del lobo y la del gemelo enrulado con hechuras de cosa humana. Sobre esta tierra mansa reinó entonces el germen verdadero de la muerte con la dulce sangre en sus fauces. Desde ese momento el nuevo diablo fue seductor sólo para la inocencia y vistió la piel de lobo diciendo: 

"Corderito, soy el miedo que te muerde cuando la muerte baila sobre tus cuadriles perfumados. Cuando olfatea tu carne tibia de fetiche, de ídolo adorado que no besó la cola del primer Satán, porque nunca dejo de recordar que el sufrido viejo también fue un ángel.
Corderito... no es bueno mantener al lobo hambriento (terminas con el corazón en la boca te lo digo yo, ji-ji). Vos, corderito, multiplicaste la crueldad durante milenios. No tuviste compasión. No hiciste uso del movimiento del alma que nos hace sensibles al mal que padecen los demás. 
Querido corderito... a partir de ahora perderás tu inocencia, pero no temas, la pérdida de la inocencia traerá belleza a tus ojos. Recién ahora podrás mirar la naturaleza con melancolía. Este lobo hechicero que soy, subirá al cielo consumido por tus palabras. Te dejaré las sobras, y aunque es verdad que hay un mundo en ellas, ascenderé con la esperanza de que no te pruebes la piel que yo gasté. Porque... corderito... ¡Aquí es el mas allá!"
PD: El próximo diluvio te vuelvo a ver.

Siempre tuyo, Lupus El Lobo.

## Lista de canciones
Todas las canciones fueron compuestas por Skay Beilinson e Indio Solari.
1. «Invocación» (0:59)
2. «Rock para el negro Atila» (4:00)
3. «Sorpresa de Shangai» (3:39)
4. «Shopping Disco-Zen» (2:48)
5. «Un ángel para tu soledad» (3:51)
6. «Buenas noticias» (3:43)
7. «Susanita» (3:43)
8. «Capricho Magyar» (0:58) (Instrumental)
9. «Espejismo» (5:35)
10. «Gran Lady» (3:30)
11. «La hija del fletero» (3:13)
12. «El lobo caído» (3:37)
13. «Sushi» (1:07) (Instrumental)

## Integrantes
- Voz: Indio Solari
- Guitarra: Skay Beilinson
- Bajo:  Semilla Bucciarelli
- Batería: Walter Sidotti
- Saxofón: Sergio Dawi
- Teclados: Guillermo Piccolini en  "Sorpresa de Shangai" y "Caña seca y un membrillo".
- Violín-Blueczarda: Sergio Poli en "Espejismo" y "Un ángel para tu soledad".
- Susurros: Barry Brodsky en "Lavi-rap".
- Surfing channel a cargo del grumete midi: Hernán Aramberri.
- Ingeniero de Grabación: Mario Breuer y Barry Brodsky.
- Desde el Burladero: Gustavo Gauvry, Guido Nisenson, Diana Maravilla, Claudio Kleiman, el niño Herrera, Piojo Ávalos, el Soldado, Murray Broadway y Adrián Rivarola.
- Soldadoras de corazones: Poli y Heidi
- Visiones: Rocambole, Semilla y Meroyuela